# ロシア帝国親衛隊
親衛隊 (ロシア語:гвардияグヴァールヂヤ) 、もしくは、親衛部隊 (гвардейские частиグヴァルヂェーイスキイェ・チャースチ) は、ロシア帝国、ソビエト連邦のほか、ロシア連邦、ウクライナ、ベラルーシなど旧ソ連諸国におけるエリート部隊の名称である。

護衛隊、護衛部隊などとも訳される。
但し、ロシア帝国時代とロシア革命以降の親衛隊はまったく別の組織である。ここでは主として革命以前の親衛隊を扱う。